# Justin Gatlin
Justin Gatlin (Brooklyn, Nueva York, 10 de febrero de 1982) es un ex atleta estadounidense especialista en pruebas de velocidad.
Fue dos veces campeón en los 60 metros en el Mundial de Pista Cubierta en 2003 y 2012. En los 100 metros fue medallista de oro olímpico en Atenas 2004 y campeón mundial en dicha especialidad en 2005 y 2017. En los 200 metros fue campeón mundial en 2005 y en relevos de 4 × 100 metros junto a su equipo en el Campeonato Mundial de 2019. Además ganó tres ligas de Diamante consecutivas en 2013, 2014 y 2015 en 100 metros.
Su mejor marca personal de 100 metros es de 9,74 segundos, conseguida en Doha el 15 de mayo de 2015, siendo la quinta mejor marca personal de todos los tiempos. En los 200 metros logró una marca de 19,57 segundos en Eugene, el 4 de julio de 2015, la sexta mejor marca personal de la historia.
En sus años de carrera deportiva, con sus múltiples títulos y marcas logradas, Gatlin es considerado de los mejores velocistas en las últimas dos décadas y de la historia, siendo superado en dicho período solamente por Usain Bolt (considerado el mejor de todos los tiempos) con el cual mantuvo una rivalidad deportiva en la década de los 2010 al disputar muchas finales y estando a la par de otras grandes leyendas como los jamaiquinos Yohan Blake y Asafa Powell y su compatriota Tyson Gay.

## Trayectoria

### 2000-2002: Comienzos
En el otoño del año 2000 llegó a la Universidad de Tennessee, donde ganó seis títulos consecutivos de la NCAA.
En 2001 fue sancionado dos años tras dar positivo por anfetaminas durante el Campeonato Júnior de EE. UU. Gatlin apeló con el argumento de que la prueba positiva se debió a los medicamentos que había estado tomando desde su infancia, cuando le fue diagnosticado trastorno por déficit de atención. La IAAF le redujo su sanción a un año.

### 2003: Campeón del mundo en pista cubierta
En su primera temporada bajo techo como atleta profesional, Gatlin ganó el título nacional de 60 metros en Boston en 6,45 segundos, su mejor marca personal. Dos semanas después, Gatlin irrumpió en su primer título mundial, marcando 6,46 en el Campeonato Mundial en Pista Cubierta en Birmingham para ganar la medalla de oro.
Poco después, Gatlin sufrió una lesión en el tendón de la corva y se vio obligado a perderse el Campeonato Nacional de 2003 en Palo Alto, lo que significa que también se perdería el Campeonato del Mundo en París. El 15 de agosto, a pesar de unos meses muy inconsistentes, Gatlin finalmente rompió diez segundos en los 100 metros por primera vez, con 9,97 en el Weltklasse Zürich. Para recuperarse completamente y prepararse para los Juegos Olímpicos del próximo año en Atenas, Gatlin y su entrenador decidieron saltarse la temporada 2004 bajo techo.

### 2004: Campeón olímpico
En 2004 se clasificó para los Juegos Olímpicos en Atenas, después de terminar segundo tanto en los 100 metros como en los 200 metros en las Pruebas Olímpicas de Sacramento. 
En dichos juegos, ganó la medalla de oro de los 100 metros (9,85 s) en los Juegos Olímpicos de Atenas 2004, superando en apenas una centésima de segundo a Francis Obikwelu (9,86 s) y en dos centésimas al defensor del título, Maurice Greene (9,87 s). Además, fue bronce en los 200 metros, prueba que ganó su compatriota Shawn Crawford, y plata en el relevo 4 × 100 m.
En el otoño de 2004, Gatlin se graduó de Tennessee.

### 2005: Campeón mundial en 100 y 200 metros

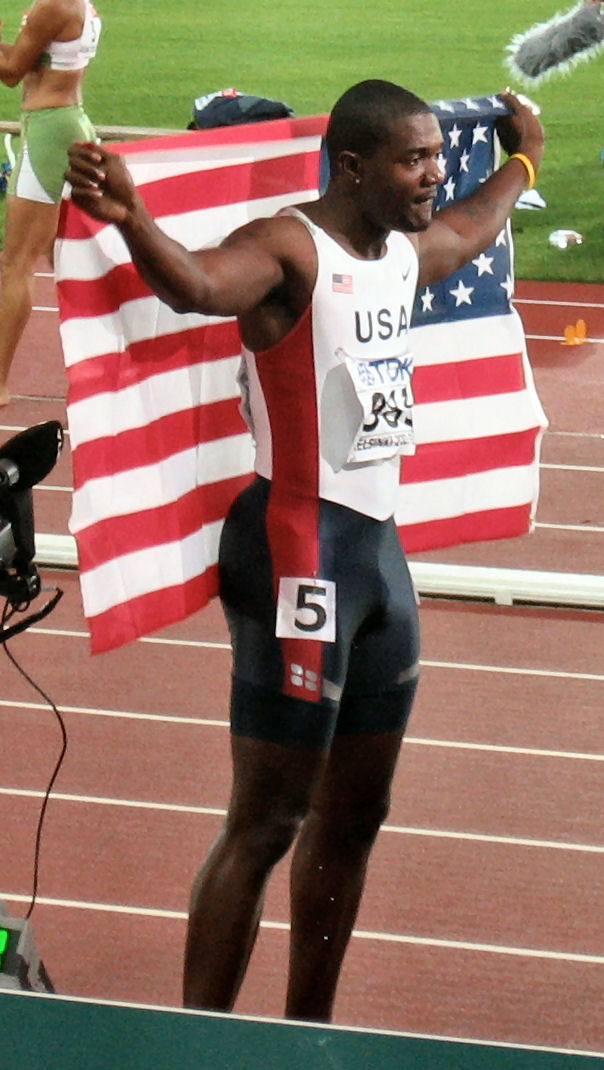
Gatlin en el Campeonato Mundial de 2005 en Helsinki.

En 2005 se proclamó campeón del mundo de los 100 metros en Helsinki con el mayor margen de victoria en un campeonato del mundo, al ganar con un tiempo de 9,88 s, terminando en segunda posición Michael Frater (10,05 s) y tercero Kim Collins (10,05 s). El favorito y plusmarquista mundial, el jamaicano Asafa Powell, no pudo correr por lesión.
También ganó los 200 metros con una marca de 20,04, convirtiéndose en la segunda persona en la historia en ganar los 100 y 200 metros en un mismo mundial (el primero fue Maurice Greene en 1999). Los atletas estadounidenses ocuparon los cuatro primeros lugares de la final, siendo la primera vez que un país lo ha hecho en la historia del Campeonato Mundial.

### 2006: Récord mundial y suspensión

#### Récord en los 100 metros
En Doha, Catar, el 12 de mayo de 2006, Gatlin igualó el récord del mundo de los 100 metros con un tiempo de 9,77 segundos (establecido por Asafa Powell en 2005). Originalmente se pensó que había batido el récord con un tiempo de 9,76 segundos. Sin embargo, mediante una decisión controvertida, la IAAF reveló el 16 de mayo que el tiempo había sido de 9,766 segundos, que debían ser redondeados a 9,77 segundos según la normativa.
Poco después, con la comunidad de atletismo ansiosa por un enfrentamiento entre Gatlin y Powell, los dos aparecieron en el Prefontaine Classic en Oregon. Sin embargo, no se pudo llegar a un acuerdo con los organizadores del encuentro, por lo que los dos compitieron en eliminatorias separadas. Gatlin ganó el evento con un tiempo de 9,88 segundos sobre los 9,93 segundos de Powell.

#### Suspensión por dopaje
El 22 de agosto de 2006, Justin Gatlin fue sancionado a ocho años de inhabilitación por parte de la Agencia Antidopaje de Estados Unidos (USADA) después de dar positivo por testosterona. Una segunda sanción, después de la de 2001, implicaba un castigo de por vida, pero Gatlin se comprometió a colaborar con la justicia proporcionando información que pudiera ayudar en la lucha contra el dopaje. A cambio de la promesa de cooperar y en reconocimiento a las excepcionales circunstancias de la primera vez, la USADA acordó que el periodo máximo de suspensión sería de ocho años. Finalmente, el Tribunal de Arbitraje de Estados Unidos le redujo la condena a cuatro años. Gatlin renunció al récord mundial que igualó en el mes de mayo.

### 2007-2009: Transición
En su ausencia, el compañero de equipo de Gatlin, Tyson Gay, se llevó los títulos de relevos de 100, 200 y 4x100 metros en el Campeonato Mundial de Atletismo de 2007 en Osaka. Luego, Usain Bolt de Jamaica ganó el relevo de 100, 200 y 4x100 metros en tiempos históricos de récord mundial en los Juegos Olímpicos de Pekín 2008, luego lo hizo nuevamente al año siguiente en el Campeonato Mundial en Berlín. Gatlin se estaba preparando para enfrentarse a una nueva generación de talentos tanto en Bolt como en sus compañeros de equipo jamaicanos.

### 2010: Retorno
El regresó a la competición el 3 de agosto de 2010 en el mitin de Rakvere, Estonia, ganando la prueba de los 100 metros con un tiempo de 10,24 segundos.
En la reunión del Ergo World Challenge en Tallin mejoró aún más con una victoria en 10,17 segundos. Su entrenador, Loren Seagrave, reconoció que las largadas del velocista fueron malas, pero que el final de la carrera de Gatlin se mantuvo fuerte. En el encuentro final de la serie Finnish Elite Games en Joensuu, Gatlin ganó en ausencia del lesionado Steve Mullings. En Rovereto, Italia, el 31 de agosto de 2010 Gatlin se ubicó segundo en los 100 metros con un tiempo de 10,09 segundos, detrás de Yohan Blake, quien ganó en 10,06 segundos.

### 2011: Mundial de Atletismo
En junio de 2011, quedó en segunda posición en los 100 metros del Campeonato de EE. UU. con un tiempo de 9,95, siendo superado por Walter Dix.
En agosto de ese año, representó a su país en el Campeonato Mundial de Atletismo celebrado en Daegu, Corea del Sur, quedando eliminado en semifinales al quedar cuarto en su serie.

### 2012: Campeón del mundo en pista cubierta y regreso con medalla a los Juegos Olímpicos

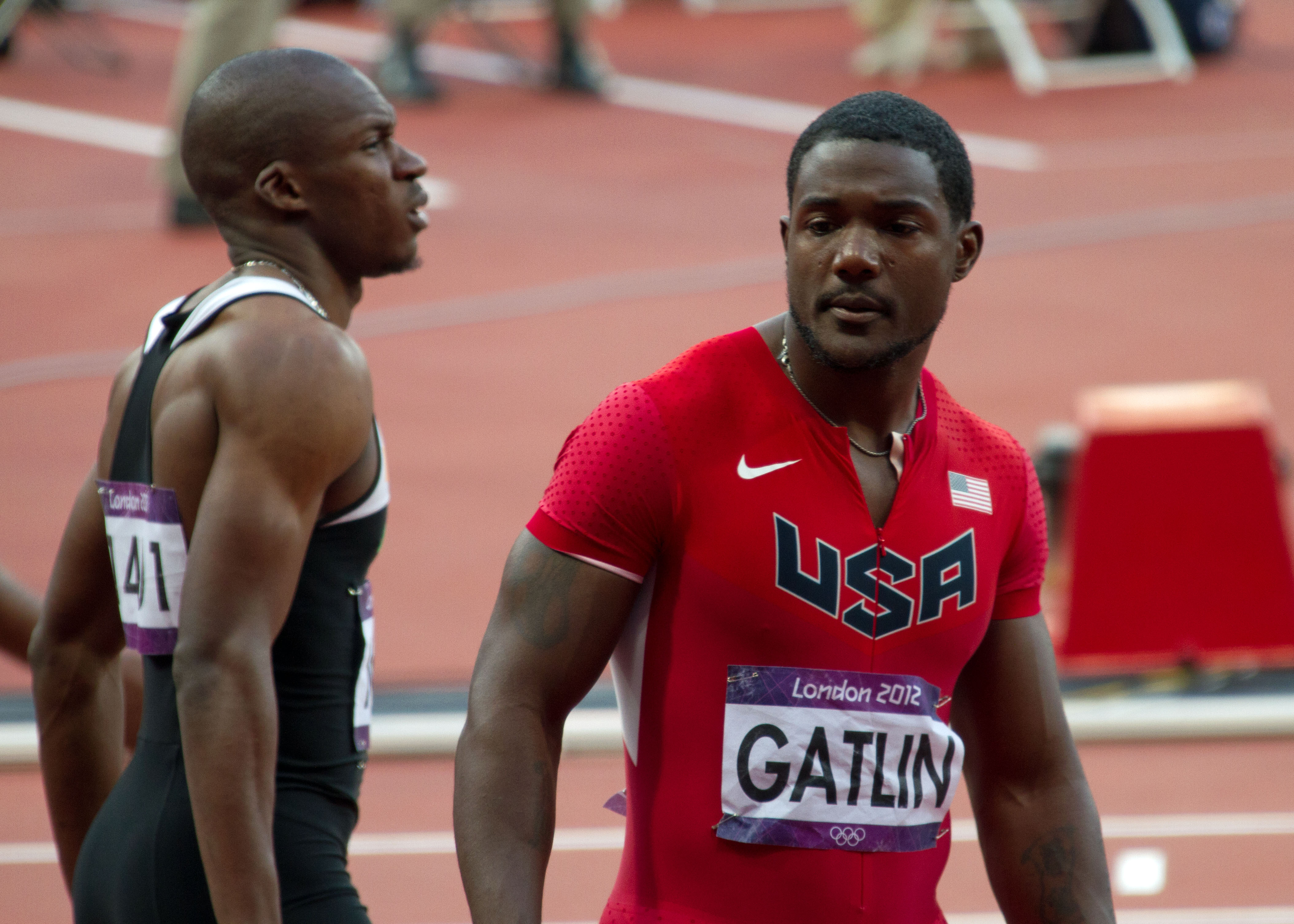
Justin Gatlin durante los Juegos Olímpicos de Londres.

Bajo la dirección del ex olímpico Dennis Mitchell, 2012 resultó ser la temporada más exitosa de Gatlin hasta el momento. En marzo de 2012 consiguió su segundo título mundial de los 60 metros en el Campeonato Mundial en Pista Cubierta de Estambul, nueve años después de ganar su primer título en Birmingham. Ganó con un tiempo de 6,46 segundos, por delante de Nesta Carter, segundo, y Dwain Chambers, tercero. En mayo de ese año corrió en 9,87 s en el primer mitin de la Liga de Diamante celebrado en Catar, derrotando a Asafa Powell por tan solo una centésima de segundo. En ese mismo lugar es donde logró el récord mundial en 2006, aunque luego fue borrado del libro de registros después de dar positivo por testosterona.
A finales de junio, en las pruebas de clasificación para los juegos olímpicos que se iban a celebrar en Londres, obtuvo el primer lugar en los 100 metros con un tiempo de 9,80 segundos, mejorando su marca personal y superando al excampeón del mundo Tyson Gay (9,86).
El 5 de agosto de 2012, en lo Juegos Olímpicos de Londres, Gatlin ganó la medalla de bronce en la final de los 100 metros con una nueva marca personal de 9,79 segundos, quedando por detrás de Usain Bolt, que estableció un nuevo récord olímpico de 9,63 segundos, y del campeón del mundo Yohan Blake, segundo con un tiempo de 9,75 s. También había ganado la medalla de plata con el relevo de 4 × 100 metros con un nuevo récord nacional de 37,04 segundos, superados por Jamaica, que estableció un nuevo récord mundial de 36,84 segundos. Sin embargo, posteriormente pierde dicha medalla por dopaje de Tyson Gay.

### 2013: Medallista de plata en los campeonatos del mundo y campeón de la Liga Diamante
El 6 de junio de 2013, Gatlin derrotó al plusmarquista mundial Usain Bolt por una centésima de segundo en el mitin de Roma de la Liga de Diamante, al ganar con un tiempo de 9,94 s por los 9,95 s de Bolt, lo que suponía para el jamaicano su primera derrota en la prueba reina del atletismo desde agosto de 2010.
El 11 de agosto de 2013, en el Campeonato Mundial celebrado en Moscú, Rusia, ganó la medalla de plata de los 100 metros. En una final marcada por la lluvia, Gatlin corrió por la pista mojada del Estadio Luzhnikí en 9,85 segundos. Usain Bolt se emparejó a mitad de carrera con Gatlin, que le había tomado la delantera, y entró en meta por delante del estadounidense con una marca de 9,77 y de otro jamaicano, Nesta Carter (9,95). En la final no participaron tres de los grandes favoritos: Yohan Blake por lesión, y Tyson Gay y Asafa Powell por dopaje.
Gatlin también se llevó otra plata en el relevo de 4 × 100 metros, cruzando la línea en 37,66 segundos, detrás del equipo jamaicano que ganó en 37,36 segundos. Con victorias en la Liga Diamante en Doha, Eugene, Roma y Mónaco en 2013, Gatlin se convirtió en el Campeón de la Liga de Diamante en los 100 metros por primera vez en su carrera.

### 2014: Campeón de la Liga Diamante
El 5 de septiembre de 2014, Gatlin ganó los 100 metros en la final de la IAAF Diamond League en Bruselas con una mejor marca personal de 9,77 segundos. Luego completó un sprint doble en el encuentro, ganando los 200 metros en un tiempo de 19,71 segundos. Este fue el segundo mejor tiempo de la temporada, detrás de su líder mundial de 19.68 que estableció en la Liga de Diamante de Mónaco a principios de año. El tiempo de 9,77 de Gatlin en el tiempo de 100 metros y el tiempo de 19,71 en los 200 metros se convirtió en el rendimiento de un solo día más rápido de 100 y 200 metros jamás registrado. La victoria de Gatlin en los 100 metros le aseguró el trofeo de la Liga Diamante por segundo año consecutivo.
Las actuaciones de Gatlin le valieron una nominación a Atleta del Año de la IAAF. Otros atletas respondieron con escepticismo a Gatlin, cuestionando si continúa beneficiándose de las sustancias prohibidas tomadas al principio de su carrera. El campeón de disco alemán Robert Harting solicitó a la IAAF que su nominación a Atleta del Año fuera revocada en protesta por la nominación de Gatlin.

### 2015: La temporada más rápida y competitiva de Gatlin
El 2 de mayo de 2015, Gatlin ganó la medalla de oro en el relevo de 4 × 100 metros en los Relevos Mundiales en Nasáu, Bahamas. Fue la primera derrota para Usain Bolt y el equipo de Jamaica en el relevo de 4 × 100 metros desde 2007. El cuarteto estadounidense, formado por Mike Rodgers, Tyson Gay, Ryan Bailey y Justin Gatlin, corrió un tiempo de 37,38 para ganar la prueba.

#### Mejores marcas personales

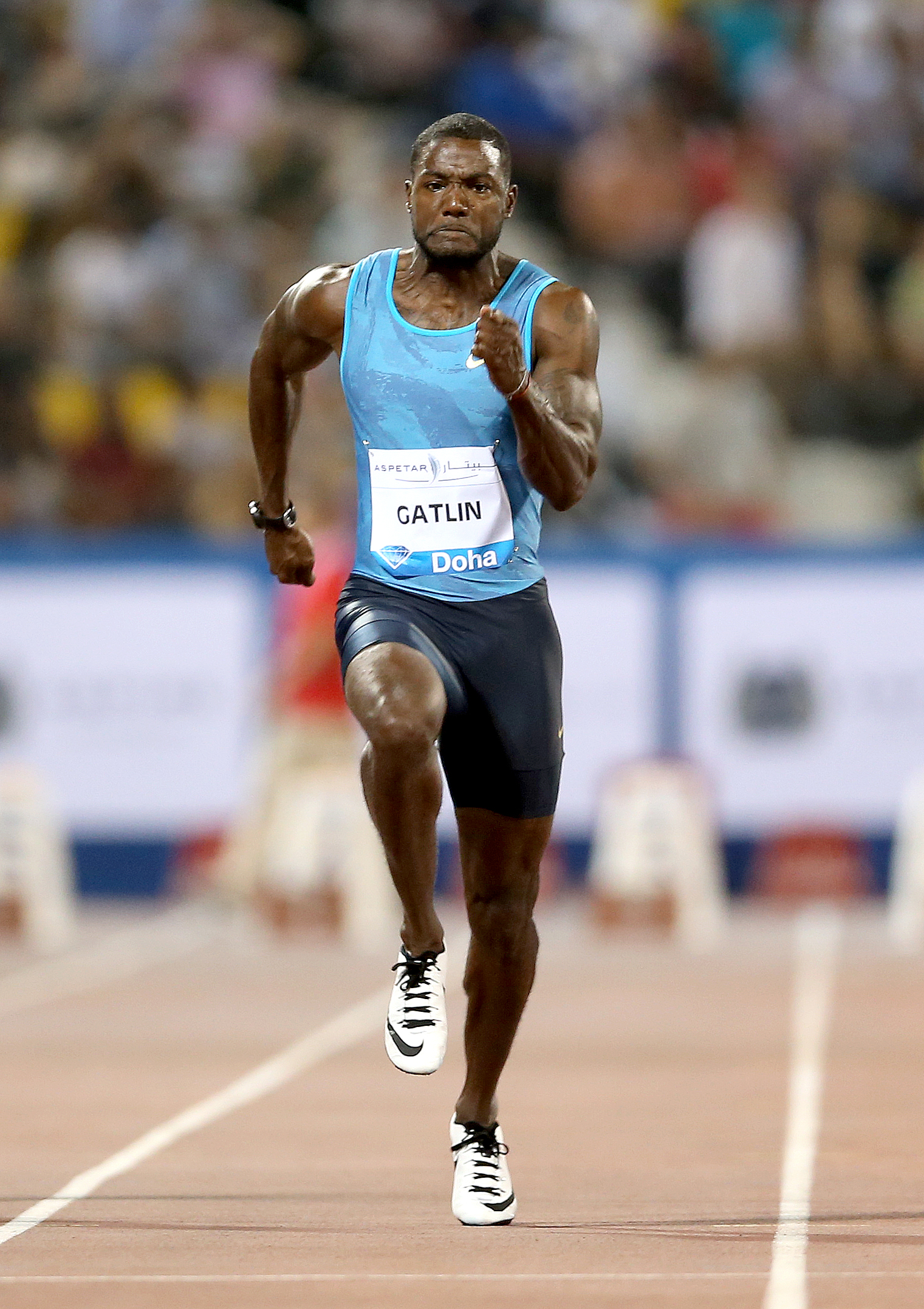
Liga de Diamante en Doha, donde Gatlin logró su mejor marca con 9,74.

El 15 de mayo de 2015, Gatlin mejoró su mejor marca personal a 9,74 segundos (+0,9 m/s) en el Qatar Athletic Super Grand Prix. Su tiempo fue el más rápido del mundo desde Yohan Blake que corrió 9,69 segundos en agosto de 2012. Fue la novena mejor actuación en la historia y mejoró la posición de Gatlin como el quinto mejor atleta de 100 metros de todos los tiempos. El 30 de mayo, Gatlin igualó su mejor marca personal de 200 metros en el Prefontaine Classic, con 19,68, una nueva ventaja mundial. El 5 de junio de 2015, Gatlin superó el récord de Usain Bolt en los 100 metros de la Liga Diamante de Roma 2012 de 9,76 segundos, terminando con un tiempo de 9,75 segundos. En el Campeonato de Atletismo de la USATF, Gatlin estableció una nueva marca personal en los 200 metros, corriendo 19,57, que fue la quinta actuación más rápida de la historia. El 9 de julio en la Liga Diamante de Lausana, Gatlin corrió una vez más con 9,75 y venció a Tyson Gay y Asafa Powell por un margen considerable. En su última Diamond League antes de los Campeonatos del Mundo, Gatlin corrió con 9,78 el 17 de julio en la Monaco Diamond League, estableciendo el récord de reuniones.

#### Campeonato Mundial de Atletismo
El 23 de agosto de 2015, Gatlin corrió 9,77 en su semifinal de los 100 metros en el Campeonato Mundial de Atletismo de 2015 en Beijing, el tiempo más rápido jamás registrado en una ronda preliminar o semifinal en el Campeonato Mundial o en la historia olímpica, y fue el gran favorito para ganar el oro. Gatlin terminó segundo detrás de Usain Bolt en la final; El tiempo de victoria de Bolt fue de 9,79 segundos, con Gatlin 0,01 segundos por detrás. El 27 de agosto de 2015, Gatlin terminó segundo detrás de Bolt en la final de los 200 metros en el mismo evento, con un tiempo de 19,74 segundos, 0,19 segundos detrás de los 19,55 segundos de Bolt.
El 11 de septiembre, Gatlin finalizó su temporada 2015 con una victoria en la Diamond League de Bruselas y se aseguró el trofeo de la Diamond League por tercer año consecutivo, ganando los 100 metros en un tiempo de 9,98.
El 2015 de Gatlin es una de las temporadas más rápidas en la historia del sprint y se convirtió en el único hombre en correr por debajo de 9,80 en cinco ocasiones distintas en una temporada.

### 2016: Medallista de plata en los Juegos Olímpicos
Después de comenzar la temporada con victorias en la Liga de Diamante en Shanghái en 9,94 y Eugene en 9,88, Gatlin ganó los 100 metros en 9,80 segundos y los 200 metros en 19,75 segundos en las Pruebas Olímpicas de Estados Unidos de 2016, convirtiéndose en el velocista de mayor edad en formar parte de un equipo olímpico estadounidense.
En los Juegos Olímpicos de Río 2016, Gatlin recibió una medalla de plata en la final de 100 metros con un tiempo de 9,89 segundos. Usain Bolt ganó el oro con un tiempo de 9,81 segundos. Gatlin también corrió en las eliminatorias de los 200 metros. Sin embargo, con un tiempo de 20,13 segundos en las semifinales, no logró clasificarse para la final. Para clasificarse para la final, habría necesitado correr 20,09.

### 2017: Campeón del mundo en 100 metros derrotando a Usain Bolt
El 22 de abril de 2017, Gatlin ganó la medalla de oro en el relevo 4 × 100 metros por segunda vez en su carrera en los Relevos Mundiales en Nasáu, Bahamas. En el Campeonato de Atletismo al Aire Libre de EE. UU. 2017, Justin Gatlin ganó los 100 metros en 9,95 segundos, superando al joven favorito Christian Coleman, que registró 9,98 segundos. Al hacerlo, rompió el récord mundial de Masters de M35 de Kim Collins de 9,96 segundos, y estuvo a 0,02 segundos de romper el récord mundial de Masters de todos los tiempos de 9,93 también de Collins. Optó por salir de los 200 metros tras su lesión olímpica, que fue provocada por un tobillo torcido al salir de la curva.

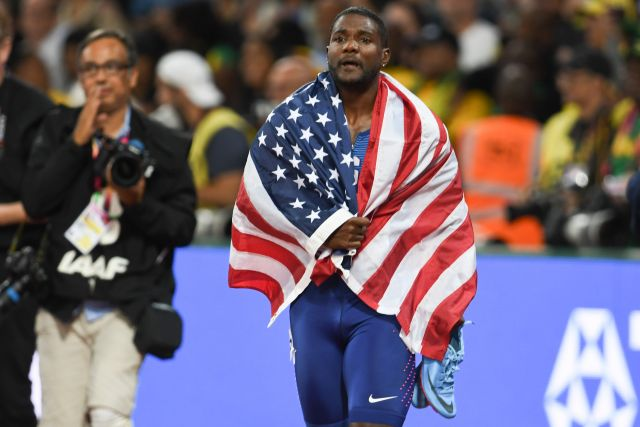
Gatlin campeón mundial en Londres 2017.

Gatlin fue campeón sorpresa en el Campeonato Mundial de Atletismo de 2017, ganando el oro en los 100 metros en un tiempo de 9,92 s, superando a Usain Bolt, el mejor velocista de todos los tiempos. A pesar de que la multitud estaba en su contra, ganó el título mundial doce años después de su primer título mundial de 100 metros en el Campeonato Mundial de 2005. Venció a su compañero de equipo estadounidense Christian Coleman, que ganó la plata, y a Usain Bolt (en su último Campeonato Mundial) que ganó el bronce. Varios espectadores abuchearon por el resultado, y el presidente de la IAAF, Sebastian Coe, comentó que debería haber sido expulsado de por vida. Usain Bolt, sin embargo, condenó los abucheos como injustos y enfatizó que Gatlin trabajó muy duro.
En la final de relevos de 4 × 100 m del Campeonato Mundial, el equipo estadounidense integrado por Mike Rodgers, Justin Gatlin, Jaylen Bacon y Christian Coleman salieron subcampeones con un tiempo de 37,52. El equipo británico se consagró campeón con 37,47 s.
Después de que surgieron informes que involucraban a Dennis Mitchell en un escándalo de dopaje, Gatlin despidió a su entrenador y regresó con el exentrenador Brooks Johnson.

### 2019: Subcampeón mundial en 100 metros y campeón del mundo de 4 x 100 metros
Después de una temporada baja en 2018, sin un campeonato mundial al aire libre, Gatlin corrió 9,87 segundos en los 100 metros en el Prefontaine Classic en Stanford, California, terminando segundo detrás de su compañero de equipo Christian Coleman, quien corrió un récord mundial de 9,81. El 9,87 de Gatlin mejoró su propio récord mundial de maestro de 9,92, además de convertirlo en el cuarto hombre más rápido del mundo ese año. En julio, se reveló que Gatlin, junto con varios de sus compañeros de equipo, fueron enviados nuevamente a entrenar con Dennis Mitchell por Nike, a pesar de las recientes investigaciones de dopaje.
Gatlin ganó la medalla de plata en la final de los 100 m del Campeonato Mundial de Atletismo de 2019 en un intento por defender su título mundial. Su tiempo de 9,89 segundos fue de 0,13 s detrás de su compañero de equipo Christian Coleman, quien ganó el oro en 9,76 segundos. A los 37 años y 230 días, Gatlin se convirtió en el velocista de mayor edad en ganar una medalla en los 100 metros masculinos en el Campeonato Mundial de Atletismo. En el mismo Campeonato del Mundo, Gatlin formó parte del equipo estadounidense que ganó el oro en el relevo de 4 x 100 m, la primera vez que ganó el evento en su carrera en Campeonatos del Mundo. El cuarteto estadounidense, formado por Christian Coleman, Noah Lyles, Michael Rodgers y Gatlin, registró un tiempo de 37,10, el más rápido de un equipo estadounidense, rompiendo el récord estadounidense anterior de 37,38 establecido en los Juegos Olímpicos de Londres 2012.

### 2021: Ausencia en los Juegos Olímpicos de Tokio por lesión
En 2021, Gatlin intentó convertirse en el hombre de mayor edad en ganar una medalla en los 100 metros al clasificarse para los Juegos Olímpicos de Verano de 2020 en Tokio, Japón, a la edad de 39 años. En abril de 2021, ganó el Tom Jones Memorial Invitational con un tiempo de 9,98 contra un campo de posibles contendientes por la medalla de oro. En las Pruebas Olímpicas de Estados Unidos de 2020, Gatlin terminó segundo en su primera serie y tercero en las semifinales para ganar un lugar en la final. Durante la final sufrió una lesión en el tendón de la corva y cruzó la línea de meta cojeando en último lugar, poniendo fin a sus posibilidades de clasificar para los Juegos Olímpicos de Tokio.

### 2022: Retiro
El 10 de febrero de 2022, fecha en la cual Gatlin cumplía 40 años de vida, anuncia su retiro de su carrera deportiva mediante un comunicado en sus redes sociales con un emotivo mensaje:

«"Mi vida cambió en el momento en que supe tu nombre: Pista. Con el amor vienen los desafíos, y me diste tantos a lo largo de mi carrera. Algunos que eran más fáciles que otros. Y algunos que duelen más que la vida misma. Pero a través de todos mis altibajos, victorias y derrotas, te he amado Pista. Me diste lágrimas de tristeza y de alegría, lecciones aprendidas que nunca serán olvidadas. Se hizo un lazo irrompible, durante 27 años de mi vida. Me has dado coraje, sabiduría, paz; y una forma de inspirar a otros a ser la mejor versión de sí mismos. La antorcha se pasa, pero el amor nunca se desvanecerá."»
Justin Gatlin.

## Carrera con ayuda del viento
En 2011, en el programa de televisión japonesa Kasupe!, Gatlin corrió un 9,45 (+20 m/s) en los 100 metros con la asistencia de máquinas de viento, En la prueba, tenía que intentar romper el récord del mundo ostentado por Usain Bolt y recibió 2 millones de yenes (aproximadamente 25.000 dólares) por aparecer en el programa.

## Progresión

### 100 metros
| Año  | Tiempo | Viento | Ciudad     | Fecha                   | Posición |
| ---- | ------ | ------ | ---------- | ----------------------- | -------- |
| 2000 | 10,36  | +0,7   | Raleigh    | 17 de junio de 2000     | -        |
| 2001 | 10,08  | 0,0    | Eugene     | 2 de junio de 2001      | 13°      |
| 2003 | 9,97   | +1,3   | Zúrich     | 15 de agosto de 2003    | 4°       |
| 2004 | 9,85   | +0,6   | Atenas     | 22 de agosto de 2004    | 1°       |
| 2005 | 9,88   | +0,4   | Helsinki   | 7 de agosto de 2005     | 2°       |
| 2010 | 10,09  | +0,9   | Rovereto   | 31 de agosto de 2010    | 27°      |
| 2011 | 9,95   | +1,3   | Eugene     | 24 de junio de 2011     | 15°      |
| 2012 | 9,79   | +1,5   | Londres    | 5 de agosto de 2012     | 3°       |
| 2013 | 9,85   | -0,3   | Moscú      | 11 de agosto de 2013    | 2°       |
| 2014 | 9,77   | +0,6   | Bruselas   | 5 de septiembre de 2014 | 1°       |
| 2015 | 9,74   | +0,3   | Doha       | 15 de mayo de 2015      | 1°       |
| 2016 | 9,80   | +1,6   | Eugene     | 3 de julio de 2016      | 1°       |
| 2017 | 9,92   | -0,8   | Eugene     | 5 de agosto de 2017     | 4°       |
| 2018 | 10,03  | -0,7   | Ostrava    | 13 de junio de 2018     | 31°      |
| 2019 | 9,87   | -0,1   | Palo Alto  | 30 de junio de 2019     | 4°       |
| 2020 | 10,07  | +1,1   | Fort Worth | 23 de junio de 2020     | 15°      |
| 2021 | 9,98   | +1,9   | Miramar    | 10 de abril de 2021     | 22°      |

### 200 metros
| Año  | Tiempo | Viento | Ciudad       | Fecha                   | Posición |
| ---- | ------ | ------ | ------------ | ----------------------- | -------- |
| 2001 | 20,29  | +0,6   | Columbia     | 11 de mayo de 2001      | 13°      |
| 2003 | 20,04  | -0,1   | Bruselas     | 5 de septiembre de 2003 | 5°       |
| 2004 | 20,01  | -0,7   | Sacramento   | 18 de julio de 2004     | 3°       |
| 2005 | 20,00  | +0,4   | Monterrey    | 11 de junio de 2005     | 4°       |
| 2010 | 20,63  | -0,1   | Arzana       | 7 de septiembre de 2010 | 68°      |
| 2011 | 20,20  | +1,9   | Clermont     | 21 de mayo de 2011      | 14°      |
| 2012 | 20,11  | +1,0   | Gainesville  | 21 de abril de 2012     | 11°      |
| 2013 | 20,21  | 0,0    | Shanghái     | 18 de mayo de 2013      | 17°      |
| 2014 | 19,68  | -0,5   | Mónaco       | 18 de julio de 2014     | 1°       |
| 2015 | 19,57  | +0,4   | Eugene       | 28 de junio de 2015     | 2°       |
| 2016 | 19,75  | +1,6   | Eugene       | 9 de julio de 2016      | 2°       |
| 2019 | 22,16  | +1,0   | Saint George | 13 de abril de 2019     | -        |
| 2021 | 20,49  | +0,4   | Doha         | 28 de mayo de 2021      | 99°      |

## Palmarés
| Año  | Competición                          | Lugar          | Puesto | Prueba    | Tiempo |
| ---- | ------------------------------------ | -------------- | ------ | --------- | ------ |
| 2003 | Campeonato Mundial en Pista Cubierta | Birmingham     | 1.º    | 60 m      | 6,45   |
| 2004 | Juegos Olímpicos                     | Atenas         | 1.º    | 100 m     | 9,85   |
| 2004 | Juegos Olímpicos                     | Atenas         | 3.º    | 200 m     | 20,03  |
| 2004 | Juegos Olímpicos                     | Atenas         | 2.º    | 4 × 100 m | 38,08  |
| 2005 | Campeonato Mundial                   | Helsinki       | 1.º    | 100 m     | 9,88   |
| 2005 | Campeonato Mundial                   | Helsinki       | 1.º    | 200 m     | 20,04  |
| 2012 | Campeonato Mundial en Pista Cubierta | Estambul       | 1.º    | 60 m      | 6,46   |
| 2012 | Juegos Olímpicos                     | Londres        | 3.º    | 100 m     | 9,79   |
| 2013 | Campeonato Mundial                   | Moscú          | 2.º    | 100 m     | 9,85   |
| 2013 | Campeonato Mundial                   | Moscú          | 2.º    | 4 × 100 m | 37,66  |
| 2013 | Liga de Diamante                     |                | 1.º    | 100 m     |        |
| 2014 | Liga de Diamante                     |                | 1.º    | 100 m     |        |
| 2015 | Campeonato Mundial                   | Pekín          | 2.º    | 100 m     | 9,80   |
| 2015 | Campeonato Mundial                   | Pekín          | 2.º    | 200 m     | 19,74  |
| 2015 | Liga de Diamante                     |                | 1.º    | 100 m     |        |
| 2016 | Juegos Olímpicos                     | Río de Janeiro | 2.º    | 100 m     | 9,89   |
| 2017 | Campeonato Mundial                   | Londres        | 1.º    | 100 m     | 9,92   |
| 2017 | Campeonato Mundial                   | Londres        | 2.º    | 4 × 100 m | 37,52  |
| 2019 | Campeonato Mundial                   | Doha           | 2.º    | 100 m     | 9,89   |
| 2019 | Campeonato Mundial                   | Doha           | 1.º    | 4 × 100 m | 37,10  |

## Mejores marcas
| Prueba | Tiempo | Viento   | Lugar  | Año                |
| ------ | ------ | -------- | ------ | ------------------ |
| 60 m   | 6,45   | 0 m/s    | Boston | 1 de marzo de 2003 |
| 100 m  | 9,74   | +0,9 m/s | Doha   | 15 de mayo de 2015 |
| 200 m  | 19,57  | +0,4 m/s | Eugene | 4 de julio de 2015 |